# Parachela
Ordre
Les Parachela sont un ordre de l'embranchement des tardigrades.

## Liste des familles
Selon Degma, Bertolani et Guidetti, 2016 :
- super-famille Eohypsibioidea Bertolani & Kristensen, 1987
  - famille Eohypsibiidae Bertolani & Kristensen, 1987
- super-famille Hypsibioidea Pilato, 1969
  - famille Calohypsibiidae Pilato, 1969
  - famille Hypsibiidae Pilato, 1969
  - famille Microhypsibiidae Pilato, 1998
  - famille Ramazzottidae Marley, McInnes & Sands, 2011
- super-famille Isohypsibioidea Marley, McInnes & Sands, 2011
  - famille Hexapodibiidae Cesari, Vecchi, Palmer, Bertolani, Pilato, Rebecchi & Guidetti, 2016
  - famille Isohypsibiidae Marley, McInnes & Sands, 2011
- super-famille Macrobiotoidea Thulin, 1928
  - famille Macrobiotidae Thulin, 1928
  - famille Murrayidae Guidetti, Gandolfi, Rossi & Bertolani, 2005
  - famille Richtersiidae Guidetti, Rebecchi, Bertolani, Jönsson, Kristensen & Cesari, 2016
- super-famille indéterminée
  - famille †Beornidae Cooper, 1964
  - famille Necopinatidae Ramazzotti & Maucci, 1983

## Publication originale
- Schuster, Nelson, Grigarick & Christenberry, 1980 : Systematic criteria of the Eutardigrada. Transactions of the American Microscopical Society, vol. 99, no 3, p. 284-303.